# Jelovec, Maribor
Jelovec este o localitate din comuna Maribor, Slovenia, cu o populație de 376 de locuitori.